# Gaulois
«Голуа» (фр. Gaulois) — третий и последний в серии французских эскадренных броненосцев типа «Шарлемань». Назван в честь племён, населявших Францию во времена Римской империи.
Большую часть своей карьеры броненосец провел на Средиземном море.
Когда началась Первая мировая война, в течение первых двух месяцев броненосец участвовал в сопровождении конвоев, перевозящих союзные войска. В ноябре 1914 года «Голуа» совершил поход к Дарданеллам, где действовал против немецкого линейного крейсера Гебен. 
В 1915 году он присоединился к британским судам, бомбардировавшим турецкие укрепления. Во время одной такой бомбардировки в марте 1915 года «Голуа» был серьезно поврежден и кораблю пришлось выброситься на берег, чтобы избежать затопления. После небольшого ремонта корабль был снят с мели и отправлен в Тулон для ремонта. 
В январе 1916 года «Голуа» вернулся в Дарданеллы и прикрывал эвакуацию войск союзников. 27 декабря 1916 года, совершая поход в Дарданеллы, после ремонта во Франции, «Голуа» был торпедирован немецкой подводной лодкой UB-47 под командованием Вольфганга Штейнбауэра (некоторые источники ошибочно указывают на U-47), и спустя 22 минуты перевернулся и затонул.

## Гибель
К 27 декабря 1916 года «Голуа» достиг Эгейского моря и был недалеко от южного побережья Греции, когда его торпедировала подводная лодка UB-47. Броненосец шел в эскорте линкора и двух вооруженных траулеров. Единственная торпеда попав немного позади грот-мачты вызвала обширный взрыв. Взрывом убило двух членов команды, еще двое утонули когда попытались оставить судно. Спустя 22 минуты после попадания торпед «Голуа» опрокинулся и 14 минут спустя затонул недалеко от мыса Мэлис в точке с координатами 36°15′ с. ш. 23°42′ в. д.